# Věcné břemeno
Věcná břemena patří mezi věcná práva k cizí věci a slouží k tomu, aby oprávněný mohl využít určitou část užitné hodnoty cizí věci, a pro vlastníka věci to znamená, že je naopak povinen něco dát, konat, trpět, nebo se něčeho zdržet. Podle obsahu povinnosti rozlišuje občanský zákoník věcná břemena na služebnosti a reálná břemena. Dřívější právní úprava pro tyto účely stanovovala souhrnný pojem věcné břemeno, které bylo definováno jen jako jakýsi abstraktní pojem a v rámci stávající legislativy je z důvodů kontinuity s předchozí právní úpravou ponecháno v užívání.

## Služebnosti
Již z názvu služebnost vyplývá, že věc má sloužit i někomu jinému než jejímu vlastníku. Od reálného břemene se služebnost odlišuje pasivitou vlastníka věci, který je na základě služebnosti povinen strpět nějaké jednání (např. chůze přes vlastní pozemek) nebo zdržet se jednání (např. nestavět na vlastním pozemku nad určitou výšku).
Služebnost může zatěžovat věci nemovité i věci movité. V občanském zákoníku je výčet služebností pouze demonstrativní a jejich úprava pouze doporučující (dispozitivní) – to znamená, že obsah služebnosti je možné sjednat odchylně, je nutné však dodržet pasivitu vlastníka (tj. strpět, nekonat). Služebná věc slouží věci panující, tzn. vlastník služebné věci je omezen ve prospěch vlastníka panující věci, zároveň však může služebná věc sloužit i určité osobě (např. služebnost bydlení). Vlastník může vzájemně zatížit služebností i své různé pozemky. Možnost zřídit služebnost ke své nemovitosti se označuje jako tzv. vlastníkova služebnost. Takové řešení může být praktické pro ten případ, kdy se rozhodne jeden z pozemků převést na jinou osobu, neboť si tak ušetří možné obtíže při vyjednávání s budoucím vlastníkem.
Z hlediska právní ochrany se na služebnost pohlíží jako na vlastnické právo, přičemž ale pozemkové ani osobní služebnosti nelze převádět, jsou vázány na konkrétní pozemek a osobu, a změna vlastníka nemá vliv na vázanost služebností.

### Druhy služebností
Občanský zákoník vymezuje pouze některé druhy služebností. Pokud však v praxi vznikne potřeba zřídit služebnost, na kterou zákon nepamatuje, stranám v tom nic nebrání. Úprava se věnuje zvláštnostem každé z nich, které považuje za užitečné v zákoně vymezit pro ten případ, že se strany nerozhodnou pro odlišná – jim více vyhovující – pravidla. Mezi významné služebnosti patří např.:
- Pozemkové služebnosti
  - Služebnost inženýrské sítě (vodovodní, kanalizační, energetické nebo jiné vedení)
  - Opora cizí stavby (udržování zdí nebo podpěr)
  - Služebnost okapu (ze své střechy na cizí nemovitou věc)
  - Právo na svod dešťové vody (ze sousední střechy na svůj pozemek)
  - Právo na vodu (např. na vodu na cizím pozemku)
  - Služebnost rozlivu (umožňuje řízený rozliv povodně)
  - Služebnost stezky, průhonu a cesty
  - Právo pastvy
- Osobní služebnosti
  - Užívací právo (právo užívat cizí věc pro jeho vlastní potřebu a potřebu jeho domácnosti)
  - Požívací právo (právo užívat cizí věc a brát z ní plody a užitky)
  - Služebnost bytu (užívání bytu)

### Nabytí, vznik a zánik služebnosti
Služebnost je možno nabýt:
- smlouvou,
- pořízením pro případ smrti,
- vydržením po dobu potřebnou k vydržení vlastnického práva k věci, která má být služebností zatížena,
- ze zákona nebo
- rozhodnutím orgánu veřejné moci (soud, správní orgán).

Služebnost vzniká buď zápisem do veřejného seznamu, pokud se zřizuje k věci v něm zapsané (typicky např. katastr nemovitostí), nebo účinností smlouvy u služebností zřízených jinak.
Služebnost zaniká trvalou změnou, pro kterou již nemůže sloužit panujícímu pozemku nebo oprávněné osobě; vymazáním z veřejného seznamu na základě dohody o jejím zrušení; jestliže uplynula doba, na kterou byla zřízena; osobní služebnost rovněž zaniká smrtí oprávněné osoby. Služebnost však nezaniká spojením vlastnictví povinné a oprávněné věci v jedné osobě.

#### Vydržení a promlčení
V případě vzniku služebnosti vydržením platí analogicky právní úprava o vydržení, tedy v případě movitých věcí je nutné právo držet po dobu 3 let a v případě nemovitých věcí po dobu 10 let užívání. Práva odpovídající věcným břemenům také podléhají promlčení. Práva k pozemkům se promlčují po 10 letech.

To, co je uvedeno v občanském zákoníku o držbě vlastnického práva, platí obdobně i o držbě jiného věcného práva. Zvláštní právní úprava ohledně držby jiných věcných práv v občanském zákoníku zakotvena není.
Např. není neobvyklé, že lidé v obci od nepaměti volně chodí po cestě přes soukromý pozemek, že si zkracují cestu přes soukromou lávku nebo že si do studánky na soukromém pozemku chodí pro vodu a vlastník pozemku tomu nebrání. Dochází-li k tomu v dobré víře, že cesta nebo přístup k vodě jsou veřejné, dány veřejnosti volně k dispozici, může po deseti letech dojít k vydržení práva cesty, přechodu nebo přístupu k vodě. Vydržitelem veřejného statku se stane obec, na jejímž území se služebný pozemek nachází.

## Reálná břemena
Reálná břemena se vyznačují tím, že zavazují vlastníka služebné věci k tomu, aby ve prospěch jiné osoby něco aktivně konal, poskytoval jí nějaký užitek (např. poskytovat část úrody, která se urodila na jeho pozemku). Dočasný vlastník věci je jako dlužník zavázán vůči oprávněné osobě něco jí dát nebo něco konat. Reálným břemenem může být zatížena pouze věc evidovaná ve veřejném seznamu.
Pro reálná břemena je typické, že je lze zřídit buď na určitý časový úsek, nebo s možností vlastníka zatížené věci se z břemene vykoupit. Nebude-li povinnost z reálného břemene splněna, má oprávněný namísto toho nárok na peněžitou náhradu, pro niž může vést výkon rozhodnutí (resp. exekuci) na nemovitou věc, která je reálným břemenem zatížena.

## Věcná břemena s veřejnoprávním prvkem
Jde o případy, kdy se nemovitost vlastníka stýká se zařízením tvořícím součást sítě veřejné infrastruktury. Tato břemena relativně trvale ovlivňují práva a povinnosti jak vlastníka nemovitosti, tak provozovatele sítě veřejné infrastruktury. Od obecné úpravy věcných břemen se věcná břemena zřizovaná ve prospěch provozovatele sítě veřejné infrastruktury liší zejména v existenci veřejného zájmu, který přesahuje osobní zájmy oprávněného a povinného, případně také k tomu přistupuje zákonná povinnost provozovatele veřejné infrastruktury tato věcná břemena uzavírat.
Věcná břemena zřizovaná ze zákona jsou svou povahou obdobná služebnostem podle občanského zákoníku a úprava v jiných právních předpisech (např. energetický zákon) je úpravou speciální. S ohledem na přechodná ustanovení občanského zákoníku není v zásadě třeba v právním řádu okamžitě promítat změnu terminologie. Předpokládá se, že ke změně zbytku terminologie dojde postupně při přijímání novel jednotlivých právních předpisů, nebo při přijímání právních předpisů nových.

## Historický vývoj právní úpravy na území dnešní České republiky
První právní úprava služebností na území dnešní České republiky byla zahrnuta již v Obecném zákoníku občanském z roku 1811, který byl součástí právního řádu Československa až do přijetí tzv. středního občanského zákoníku č. 141/1950 Sb. V rámci této právní úpravy byl vznik služebnosti založen na smlouvě, poslední vůli, právním výroku vydaném při rozdělení společných pozemků nebo na vydržení. Od zákonného práva služebnosti byly odlišovány tzv. zákonné služebnosti jako negativní povinnosti vlastníka, kterým neodpovídalo subjektivní právo jiné určité osoby. Tyto služebnosti byly zřizovány v rámci jiných právních předpisů. Tato právní úprava řešila reálná břemena pouze všeobecným ustanovením o výplatě důchodů. Služebnosti, vzniklé během účinností této právní úpravy, se postupnou novelizací občanskoprávních předpisů změnily na věcná břemena a pokud nedošlo k právní skutečnosti, se kterou právní předpisy spojují zánik věcného břemene, trvají věcná břemena, založená jako pozemkové služebnosti podle obecného zákoníku občanského z roku 1811, dodnes.
Občanský zákoník č. 141/1950 Sb., účinný od 1. 1. 1951 (nazývaný též střední občanský zákoník), zrušil zavedené instituty služebností domovních, polních a osobních a na jejich základě zavedl institut věcných břemen. Věcná břemena podle této právní úpravy omezují vlastníka věci ve prospěch někoho jiného, a to tak, že vlastník je povinen buď něco trpět, nebo se něčeho zdržet, anebo něco činit. Práva odpovídající věcným břemenům jsou buď spojena s vlastnictvím k určité nemovitosti, anebo svědčí určité osobě. Věcná břemena nebyla konkretizována, jejich existence byla ponechána na smluvní volnosti. V rámci této legislativní úpravy byla podstatná prospěšnost věcných břemen pro oprávněného.
Občanský zákoník č. 40/1964 Sb., pokud jde o věcná břemena, přinesl zcela zásadní zvrat, protože uznával pouze jediný možný způsob vzniku věcných břemen – ze zákona. Věcná břemena tak zřizoval např. zákon č. 51/1964 Sb., o drahách nebo zákon č. 110/1964 Sb., o telekomunikacích. Ostatní způsoby nebyly umožněny, např. ani zřízení závětí. Je zde důležité zmínit zejména jeden ze způsobů zániku věcného břemene – nabytím majetku do celospolečenského vlastnictví. Tato právní úprava měla v budoucnu za následek např. to, že vlastnické právo k věci nabyl stát a to třeba způsobem, na který se posléze vztahovaly restituční předpisy, a tak po listopadové revoluci docházelo k vydání věci (restituci), přičemž však věcné břemeno již neexistovalo (zaniklo nabytím majetku do celospolečenského vlastnictví). Tato právní úprava se také ukázala co do možností vzniku věcných břemen jako naprosto nedostačující, zejména citelně chyběla možnost zřízení věcného břemene dohodou. Novelizace občanského zákoníku č. 131/1982 Sb. tedy zaváděla pět možností vzniku věcného břemene: písemnou smlouvou, závětí, rozhodnutím oprávněného orgánu, výkonem práva a ze zákona. Po roce 1989 došlo k další novelizaci občanského zákoníku v oblasti věcných břemen a možnosti vzniku věcného břemene byly rozšířeny o další dvě: dohodu dědiců a vydržení.